# Johann Antrecht (1577–1646)
Johann Antrecht der Jüngere (* 1577 in Kassel; † 20. Mai 1646 ebenda) war Hessen-Kasselscher Kanzleirat und als Mitglied des Kriegsrats an der Vorbereitung der Friedensverhandlungen zum Westfälischen Frieden beteiligt.

## Leben
Johann Antrecht war der Sohn des Kasseler Kanzlers Johann Antrecht (1544–1607) und dessen Ehefrau Catharina geb. Vultejus († 1625). Er absolvierte an der Philipps-Universität Marburg ein Studium der Rechtswissenschaften, wo er 1612 zum Doktor beider Rechte promovierte.
Er war Hessen-Kasselscher Generalauditeur, Kanzleirat und Mitglied des Kriegsrats. In diesem Gremium war er ein entschiedener Widersacher der Landgräfin und Regentin Amalie Elisabeth. Sie beauftragte ihn dennoch mit der Vorbereitung der Generalfriedensakte für die Verhandlungen, die 1648 zum Westfälischen Frieden führten. Am 25. Mai 1646 sollte Antrecht in Münster und Osnabrück an den Friedensverhandlungen teilnehmen, starb jedoch vor der Abreise am 20. Mai an den Folgen eines Schlaganfalls.

## Ehe und Nachkommen
Er war verheiratet mit Anna Catharina geb. Hund (1596–1676). Mit ihr hatte er den Sohn Johannes und die Töchter Sabine Christina und Elisabeth.
- Johannes (1626–1667) starb als hessischer Regierungsrat in Rinteln.
- Sabine Christina (1632–1664) heiratete 1653 den hessischen Geheimen Rat und Komitialgesandten Sebastian Friedrich Zobel (1617–1671).
- Elisabeth (1617–1645) heiratete den hessischen Regierungsrat David Ludwig Scheffer (1603–1673),[1] Sohn des kasselschen Kanzlers Reinhard Scheffer d. J. (1561–1623).